# San Miguel Chicaj
San Miguel Chicaj è un comune del Guatemala facente parte del Dipartimento di Baja Verapaz.
L'abitato venne fondato il 23 ottobre 1803, mentre l'istituzione del comune è del 1877.